# Johann Strauss III
Johann Strauss III (Johann Eduard Maria Strauss), född 16 februari 1866 i Wien, död 9 januari 1939 i Berlin, var en österrikisk kompositör och dirigent. Han var son till Eduard Strauss, brorson till Johann Strauss den yngre och sonson till Johann Strauss den äldre. På tyska kallas han även för Johann Enkel, där 'Enkel' är det tyska ordet för 'barnbarn'.

## Biografi
Johann var äldste son till Eduard Strauss och Maria Klenkhart (1840–1921). Han fick en gedigen musikutbildning, studerade sedan juridik och arbetade en tid som statstjänsteman inom revisionsavdelningen. 1894 gifte han sig med Karoline Hofer (1867-1939 och paret fick fyra barn. 1897 upptäckte Eduard att sönerna under en tidsrymd av ungefär fem år systematiskt hade länsat hans konto på pengar. De hade spekulerat bort miljonbelopp i dagens penningvärde. Tillgången till pengarna hade de fått med hjälp av modern Maria. Eduard blev rasande och stämde hustrun och krävde att hon omyndigförklarades. Till hennes förmyndare utsågs Eduard men hans syster Anna tog parti mot brodern och gjorde Eduards son Johann till sin universalarvinge.

### Karriär
Den 23 december 1898 var det premiär på Johann Strauss III:s operett Katze und Maus på Theater an der Wien. Librettot var skrivet av Ferdinand Gross och Victor Léon efter en förlaga av Eugène Scribe. Varken fadern eller farbrodern var närvarande i salongen. Föreställningen fick ett mycket gott mottagande av publiken och recensenterna var också välvilliga, men inte alla: "...gott om fina melodier i olika stilar, men bristen på egenart och ursprunglighet gör den tröttande... med det berömda namn, som vilar på honom hade man önskat att han haft självkritik nog att vänta med att framträda offentlig..."' skrev tidningen Neue Freie Presse dagen efter premiären. Övriga tidningar var klart positiva. Musikförlaget Ludwig Doblinger annonserade redan på premiärdagen om utdrag ur operetten i form av bland annat två valser (Sylvanien, op. 1 och Leonie, op. 2). Operetten spelades sjutton gånger. Det blev Johanns enda försök inom operettgenren.

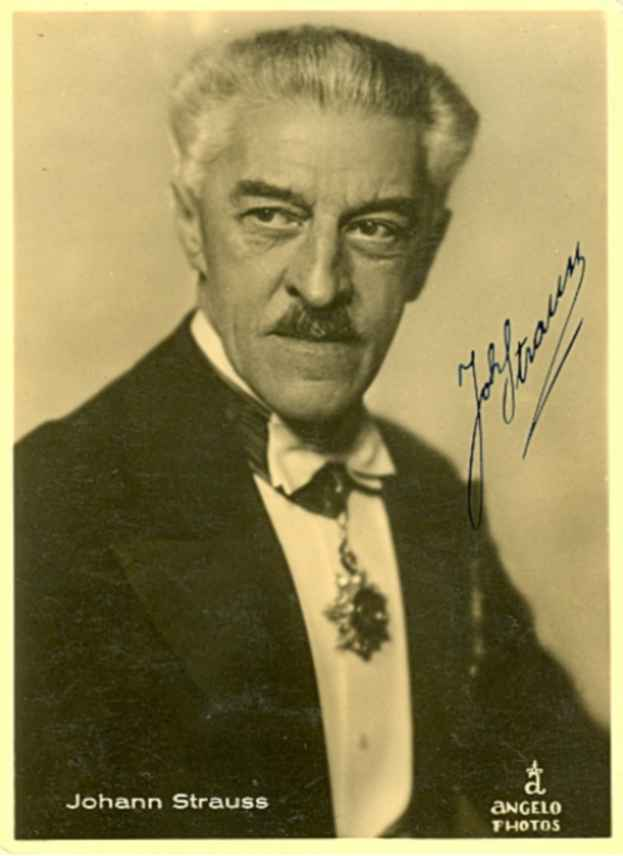
Johann Strauss III

Efter den halva framgången med Katze und Maus fortsatte Johann Strauss III sin musikaliska bana. Han debuterade som dirigent i Budapest den 12 februari 1900 och fortsatte parallellt med fadern att turnera i Tyskland under hela sommaren och hösten. Eduard for till USA i oktober och Johann återvände till Wien efter att ha genomfört 152 konserter med sin orkester. Sedan fadern fått avsked som Hovbalsmusikdirektör i maj 1901 fick sonen övertaga uppgiften att leda hovbalerna (1901-05). Han ansökte också om att även få faderns prestigefyllda titel, men fick avslag. Den kom istället att så småningom tillfalla Carl Michael Ziehrer, som därmed blev den fjärde och siste i raden att bära titeln. Johann Strauss III fortsatte familjetraditionen att dirigera orkestern med violinen i hand. 1903 spelade det tyska skivbolaget Deutsche Grammophon in Strauss när han dirigerade verk av familjen. Han var därmed den första dirigenten inom familjen som aktivt spelade in musik. 1907 flyttade han till Berlin då han inte tyckte att han var tillräckligt uppskattad i Wien. 

### Konserter i Sverige
De otaliga uppdrag som Johann Enkel åtog sig förde honom även till Stockholm. Den 21 december 1921 konserterade han för första gången i den svenska huvudstaden. Han dirigerade då Konsertföreningens orkester, som så småningom fick namnet Kungliga Filharmoniska Orkestern. Även 1922 gjorde han ett program med Konsertföreningens orkester. 1925 kunde stockholmspubliken se och höra honom på våren samt på hösten efter att han dirigerat vid det stora Straussminnesfirandet i oktober i Wien. För femte och sista gången gästspelade han i Stockholm 1932. Den gången hade han en 30-mannaorkester med sig för en konsert i Konserthuset. Enligt egen utsago hade ha då mer än 10 000 konserter bakom sig sedan starten 1900 och ett stort antal inspelningar på vaxrullar och grammofonskivor.

### Eftermäle
Hans talanger var inte uppskattade efter förtjänst under hans livstid, främst beroende på att konkurrerande kompositörer som Franz Lehár och Oscar Straus kom att dominera musiklivet i Wien med sina operetter. Hans senare verk, som valserna Dem Muthigen gehört die Welt (op. 25), Unter den Linden (op. 30) och Krönungs-Walzer (op. 40, skriven till kröningen av kung Edvard VII av Storbritannien 1902), var också mer populära än hans tidiga verk.
Sin sista konsert gav han den 26 december 1938 med filharmoniska orkestern i Dresden. Johann Strauss III dog i Berlin den 9 januari 1939 och hans hustru Maria i mars samma år. Han ligger begraven på Grinzinger kyrkogård utanför Wien.

## Verk
- 1898 Katze und Maus (operett)

efter motiv i operetten:
- 1898 Sylvianen (vals) Op. 1
- 1898 Leonie (vals) Op. 2

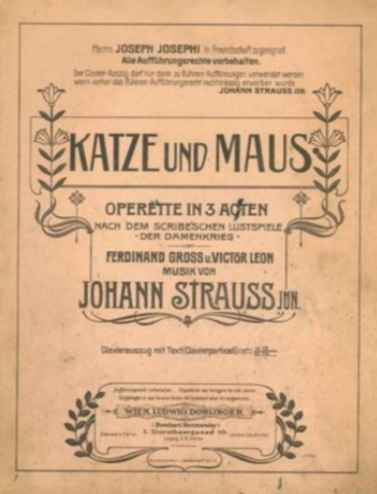
Partituret till Katze und Maus.

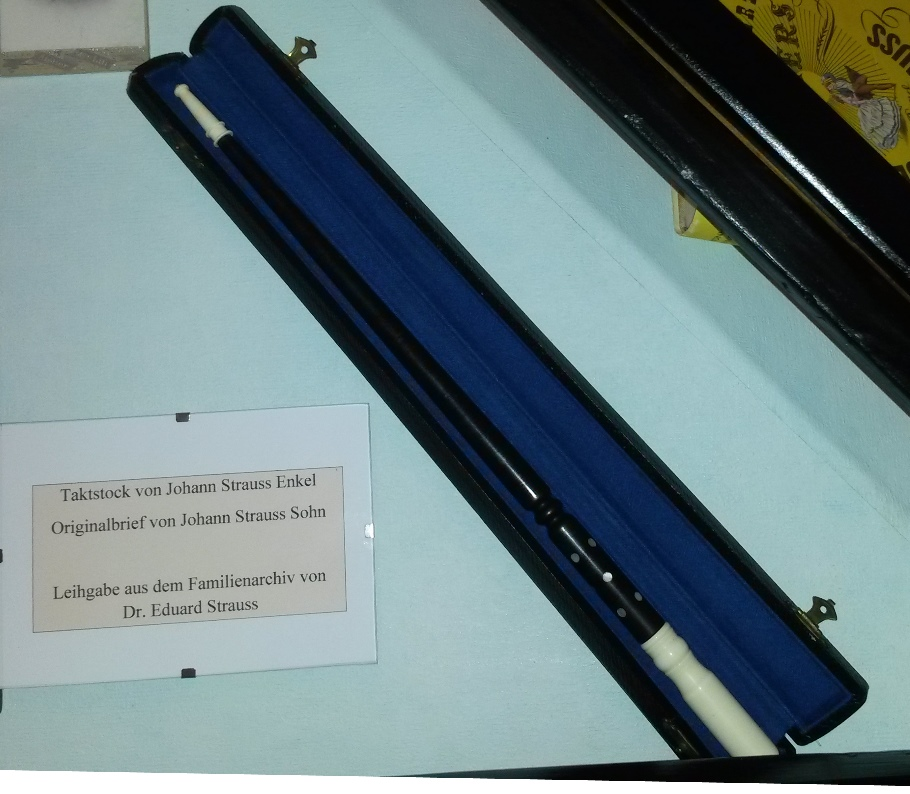
Johann Strauss III:s taktpinne.

- 1898 Comme it faut (Polka-française) Op. 3
- 1898 Rococo (Gavott) Op. 4
- 1898 Empire (Polkamazurka) Op. 5
- 1898 Schlau-Schlau (Polka-schnell) Op. 6
- 1898 Dragoner (Marsch) Op. 7
- 1898 Katze und Maus (Kadrilj) Op. 8
- 1898 Musette Op. 9

Op. 10 - 23 är överhoppade. Det rör sig sannolikt om kompositioner som levererades till musikförlag men som av olik skäl inte kom ut i tryck
- 1900 Gruß aus Wien, (vals) Op. 24
- 1900 Dem Mutigen gehört die Welt (vals) Op. 25
- 1900 Budapester-Polka Op. 26
- 1906 Frisch durch's Leben (Galopp) Op. 27
- 1900 Rosige Laune (Mazurka) Op. 28
- 1900 Mit vereinten Kräften (Marsch) Op. 29
- 1900 Unter den Linden (vals) Op. 30
- 1900 La Patineuse - Die Schlittschuhläuferin (vals) Op. 31
- 1901 Wiener Weisen (vals) Op. 32
- 1901 Mariana Valse (vals) Op. 33
- 1902 Im Galopp Op. 34
- 1902 Ludmilla (Mazurka) Op. 35
- 1902 In der Blütezeit (vals) Op. 36
- 1902 Mit freudigem Herzen (Polka) Op. 37
- 1903 Dichterliebe (vals) Op. 38
- 1901 Wilhelminen-Walzer Op. 39
- 1902 Krönungs-Walzer Op. 40